# Jaime Villegas (Radsportler)
Jaime Villegas (* 1937) ist ein ehemaliger kolumbianischer Radrennfahrer.

## Sportliche Laufbahn
Villegas war Teilnehmer der Olympischen Sommerspiele 1956 in Melbourne. Im olympischen Straßenrennen kam er auf den 40. Platz. In der Mannschaftswertung des Straßenrennens belegte das Team aus Kolumbien mit Jaime Villegas den 8. Rang.